# Кенли, Джон
Джон Кенли (англ. John Kenley; 20 февраля 1906 года, Денвер, Колорадо, США — 23 октября 2009 года Кливленд, Огайо, США)   — американский антрепренёр, который первым начал задействовать телевизионных звезд в летних антрепризах. В 2004 году он стал почетный пожизненный член актёрского общества за вклад в американский театр. Его компания Kenley Players получила положительные отзывы в журнале Variety.

## Ранние годы
Кенли родился в семье Аны Мачуги и Джона Кремчека Зянсковски в Денвере, штат Колорадо, США Был назван Джон Кремчек. Джон был интерсекс-человеком. Его отец, словак по происхождению, был владельцем салуна. Он крестил Джона в русской православной церкви. Кенли дебютировал на сцене, когда пел в церкви на русском и английском языках, а в 4 года получил сольную партию. Его семья несколько раз переезжала, опережая распространение сухого закона, и в конце концов поселилась в Эри, штат Пенсильвания.

## Карьера
В 16 лет, после окончания средней школы, он переехал в Кливленд и устроился на работу хореографом в бурлеск-шоу.
Три года спустя он переехал в Нью-Йорк и получил роль акробата в «Безумствах Гринвич-Виллидж»Джона Мюррея Андерсона. С подписанием своего первого контракта на выступление Джон Кремчек стал известен как Джон Кенли. На протяжении 1920-х годов он играл в водевилях, пел, танцевал и изображал Эла Джолсона, Мориса Шевалье, Беатрис Лилли и Этель Бэрримор.
С 1928 по 1940 год Кенли работал ассистентом продюсера Ли Шуберта. Среди примерно 1000 сценариев, которые он прочитал за это десятилетие, он открыл такие хиты, как первая пьеса Лилиан Хеллман «Детский час» и «Вся ваша жизнь» Уильяма Сарояна.
Во время Второй мировой войны он вступил в торговый флот и служил на борту корабля «SS Andrew Furuseth». Участвовал в таких операциях как поддержка высадки союзников на юге Франции. Когда конвой из 30 судов подвергся нападению, он находился на борту одного из восьми кораблей, оставшихся на плаву. Его розыгрыши и причудливый юмор на борту корабля принесли ему прозвище «Грозовой буревестник торгового флота».
Кенли умер 23 октября 2009 года от пневмонии в клинике Кливленда в Кливленде, штат Огайо.

## Личная жизнь
Кенли был интерсексом. Барбара Иден вспоминала, как он признался ей, что его родители пришли к выводу, что «ему будет легче прожить жизнь мужчиной, а не женщиной», и что он проводил театральный сезон в Огайо, а в межсезонье жил в Палм-Спрингс как женщина по имени Джоан. В своих неопубликованных мемуарах Кенли пишет: «Люди часто задавались вопросом, гей ли я. Иногда мне хотелось быть геем. Жизнь была бы проще. Андрогинность переоценивается».